# Rojev Roetsjej

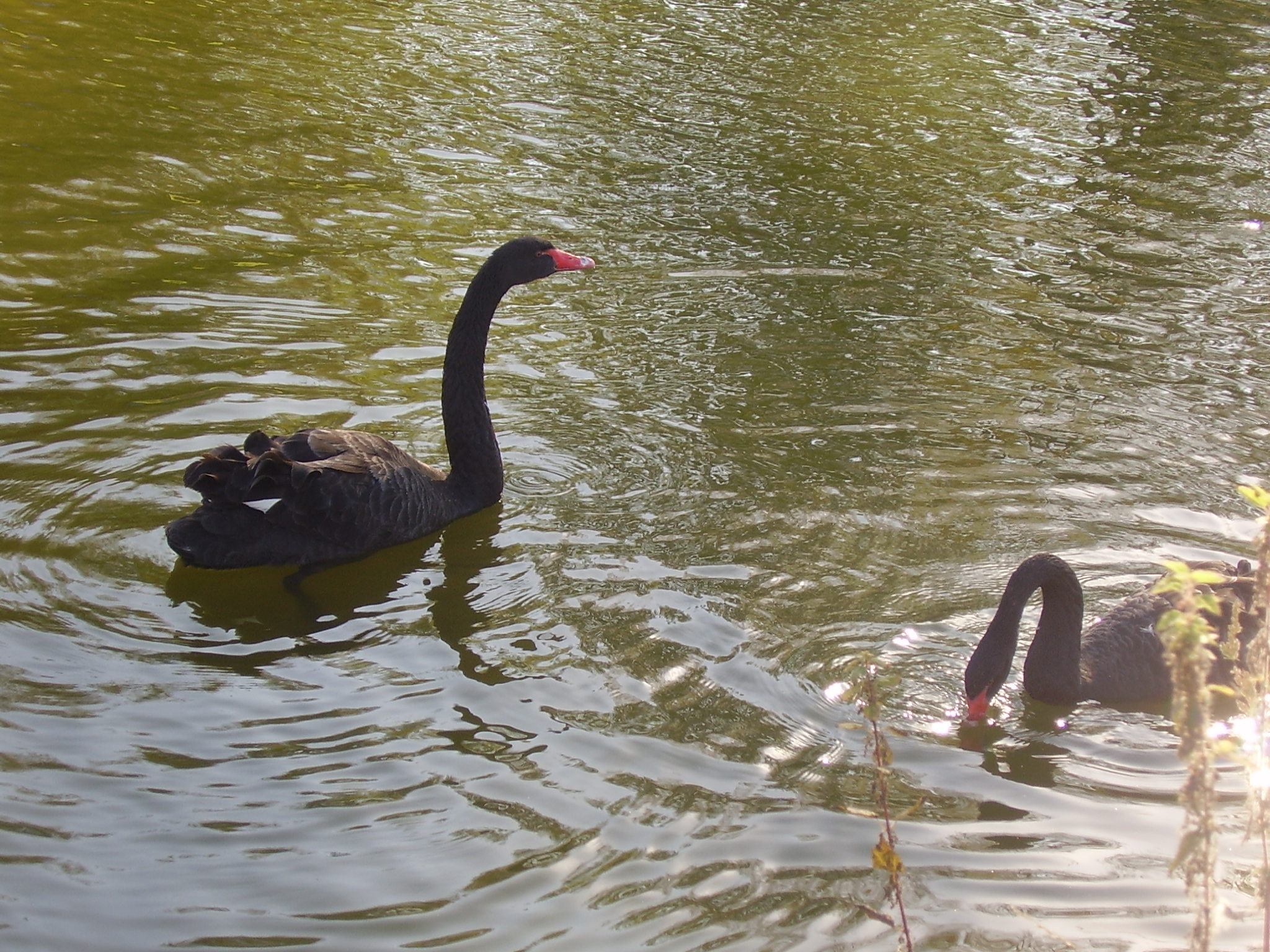
Zwarte zwanen in Rojev Roetsjej

Rojev Roetsjej (Russisch: Роев ручей), volledige naam Flora- en faunapark Rojev Roetsjej (Парк флоры и фауны «Роев ручей») is een dierentuin in de Russische stad Krasnojarsk, gelegen aan de rand van het natuurreservaat Zapovednik Stolby op een berghelling nabij de Jenisej.
Het idee voor de dierentuin ontstond in 1999, de bouw begon in februari 2000 en op 15 augustus 2000 opende de dierentuin voor de eerste bezoekers. De naam werd verkozen door middel van een prijsvraag onder de stadsbewoners en betekent 'gouddelversstroom', een naam die verwijst naar de Siberische goldrush in de jaren 1830. Het park heeft een oppervlakte van 31 hectare, waarvan in 2009 11 hectare wordt gebruikt als dierentuin. Elk jaar bezoeken ruim 500.000 mensen de dierentuin.
De dierentuin telt ruim 1000 exemplaren van ongeveer 300 diersoorten, waaronder een van de grootste verzamelingen katachtigen ter wereld.